# Grímsey
Grímsey är en isländsk ö och en av Islands ytterpunkter med cirka 57 invånare (2020). Tillsammans med den obebodda lilla ön Kolbeinsey är Grímsey den enda delen av Island som befinner sig norr om norra polcirkeln. Ön var tidigare en egen kommun, men slogs samman med Akureyri efter en folkomröstning 2009.
Grímsey har färjeförbindelser med Dalvík och flygförbindelser med Akureyri.

## Geografi
Grímsey är den nordligaste bebodda platsen i Island. Den lilla holmen Kolbeinsey ligger längre norrut, men är obebodd. Den närmaste närliggande ön är Flatey i Skjálfandi, belägen 39,4 kilometer söderut.
Polcirkeln går genom den nordliga delen av ön (vid 18 grader och 1 minut västlig längd), medan huvudön Island ligger strax söder om polcirkeln. Ön har flera branta klippor på den norra delen, medan den södra delen har strandlinje. Grímsey har en area av 5,3 km² och den högsta punkten är 105 meter över havet. På grund av Norra polcirkelns gradvisa förflyttning norrut kommer polcirkeln till slut inte längre att korsa ön. Detta kommer att inträffa under mitten av detta århundrade.

## Klimat
Trots sin nordliga latitud är klimatet generellt milt tack vare den nordatlantiska driften vilken driver varmt vatten från mexikanska golfen. Den högsta temperaturen någonsin uppmätt i modern tid är 26 °C, vilket jämställs med den mycket längre söderut belägna huvudstaden Reykjavik.
|                                            | Jan | Feb | Mar | Apr | Maj | Jun | Jul | Aug | Sep | Okt | Nov | Dec |
| ------------------------------------------ | --- | --- | --- | --- | --- | --- | --- | --- | --- | --- | --- | --- |
| Normaldygnets maximitemperaturs medelvärde | 1   | 0   | −1  | 2   | 4   | 8   | 9   | 10  | 8   | 4   | 2   | 1   |
| Normaldygnets minimitemperaturs medelvärde | −5  | −6  | −6  | −4  | −1  | 3   | 4   | 5   | 3   | 0   | −3  | −4  |
|                                            |     |     |     |     |     |     |     |     |     |     |     |     |
| Nederbörd                                  | 13  | 28  | 15  | 18  | 18  | 30  | 33  | 43  | 53  | 50  | 33  | 20  |

| Diagram | temperaturer i °C • månadsnederbörd i mm • Källa: Weatherbase.com | temperaturer i °C • månadsnederbörd i mm • Källa: Weatherbase.com | temperaturer i °C • månadsnederbörd i mm • Källa: Weatherbase.com | temperaturer i °C • månadsnederbörd i mm • Källa: Weatherbase.com | temperaturer i °C • månadsnederbörd i mm • Källa: Weatherbase.com | temperaturer i °C • månadsnederbörd i mm • Källa: Weatherbase.com | temperaturer i °C • månadsnederbörd i mm • Källa: Weatherbase.com | temperaturer i °C • månadsnederbörd i mm • Källa: Weatherbase.com | temperaturer i °C • månadsnederbörd i mm • Källa: Weatherbase.com | temperaturer i °C • månadsnederbörd i mm • Källa: Weatherbase.com | temperaturer i °C • månadsnederbörd i mm • Källa: Weatherbase.com | temperaturer i °C • månadsnederbörd i mm • Källa: Weatherbase.com |
|         | 13 1 -5                                                           | 28 0 -6                                                           | 15 -1 -6                                                          | 18 2 -4                                                           | 18 4 -1                                                           | 30 8 3                                                            | 33 9 4                                                            | 43 10 5                                                           | 53 8 3                                                            | 50 4 0                                                            | 33 2 -3                                                           | 20 1 -4                                                           |